# Svalbard Global Seed Vault
O Silo Global de Sementes de Svalbard, mais conhecido como Svalbard Global Seed Vault (em norueguês: Svalbard globale frøhvelv), é um gigantesco silo para sementes (banco de sementes) construído em 2008 próximo da localidade de Longyearbyen, no arquipélago Ártico de Svalbard, a cerca de 1300 km ao sul do Polo Norte.

O governo norueguês financiou inteiramente a construção do cofre de aproximadamente 45 milhões de kr (US$ 8,8 milhões em 2008). O armazenamento de sementes no cofre é gratuito para os usuários finais; A Noruega e a Crop Trust pagam os custos operacionais. O financiamento primário para a Trust vem de organizações como a Fundação Bill & Melinda Gates e de vários governos em todo o mundo.

## História
O Nordic Gene Bank (NGB) armazena, desde 1984, o germoplasma de plantas nórdicas através de sementes congeladas numa mina de carvão abandonada em Svalbard. Em janeiro de 2008, o Nordic Gene Bank fundiu-se com outros dois grupos nórdicos de conservação para formar a NordGen. O silo foi oficialmente inaugurado em 26 de fevereiro de 2008, embora as primeiras sementes tenham chegado um mês antes. Cinco por cento das sementes no cofre, cerca de 18.000 amostras com 500 sementes cada, vieram do Centre for Genetic Resources of the Netherlands (CGN), parte da Universidade de Wageningen, Holanda.
Como parte do primeiro aniversário do silo, mais de 90.000 amostras de sementes de culturas alimentares foram armazenadas, elevando o número total de amostras de sementes para 400.000. Entre as novas sementes estão incluídas 32 variedades de batatas dos bancos de genes nacionais da Irlanda e 20.000 novas amostras do Serviço de Pesquisa Agrícola dos EUA. Outras amostras de sementes vieram do Canadá e da Suíça, bem como pesquisadores internacionais de sementes da Colômbia, México e Síria. Esta remessa de 4 toneladas (3,9 toneladas de comprimento; 4,4 toneladas de tonelada curta) elevou o número total de sementes armazenadas no cofre para mais de 20 milhões. A partir deste momento, o cofre continha amostras de aproximadamente um terço das variedades de alimentos mais importantes do mundo. Também como parte do aniversário, especialistas em produção de alimentos e mudanças climáticas se reuniram para uma conferência de três dias em Longyearbyen.
O escultor japonês Mitsuaki Tanabe (田辺光彰) apresentou um trabalho para o cofre chamado "The Seed 2009 / Momi In-Situ Conservation". Em 2010, uma delegação de sete congressistas dos EUA entregou uma série de diferentes variedades de pimenta.
Em 2013, aproximadamente um terço da diversidade de gêneros armazenada em bancos de genes em todo o mundo estavam no silo.
Em outubro de 2016, o cofre experimentou um grau anormalmente grande de intrusão de água devido a temperaturas acima da média e chuvas fortes. Embora seja comum que um pouco de água penetre no túnel de entrada de 100 metros / 328 pés durante os meses mais quentes de primavera, neste caso a água invadiu 15 metros / 49 pés do túnel antes de congelar. A abóbada foi projetada para a intrusão de água e, como tal, as sementes não estavam em risco. Como resultado, no entanto, a agência norueguesa de obras públicas Statsbygg planeja fazer melhorias para prevenir qualquer intrusão no futuro, incluindo impermeabilizar as paredes do túnel, remover fontes de calor e escavar valas de drenagem externas.
Para o 10º aniversário do silo, em 26 de fevereiro de 2018, uma remessa de 70.000 amostras foi entregue às instalações, elevando o número de amostras recebidas para mais de um milhão (sem contar as retiradas). Neste momento, o número total de amostras mantidas no cofre era de 967.216, representando mais de 13.000 anos de história agrícola.

## Construção
O silo foi projetado pelo arquiteto Peter W. Søderman  e construído no Monte Spitsein, em Esvalbarde, e é uma estrutura inteiramente subterrânea. O arquipélago de Esvalbardesitua-se a 1000 km ao norte da Noruega continental, e foi escolhido por ser um lugar a salvo das possíveis alterações climáticas causadas pelo aquecimento global e/ou quaisquer outras causas.
Em 19 de junho de 2006 os primeiros-ministros da Noruega, Suécia, Finlândia, Dinamarca e Islândia participaram em uma cerimônia de inicio das construções, "colocando a primeira pedra". As obras foram concluídas e o silo foi inaugurando em 26 de fevereiro de 2008.
O silo tem capacidade para abrigar três milhões de sementes. O restante será preservado através de coleções de plantas vivas ou em laboratório. O "cofre" é aberto apenas quatro vezes por ano. As câmaras estarão a −18 °C, e se por alguma razão o sistema elétrico de refrigeração falhar, o montante de gelo e neve que naturalmente recobre o silo–o permafrost–manterá as sementes entre −4 °C e −6 °C.

### Obra de arte

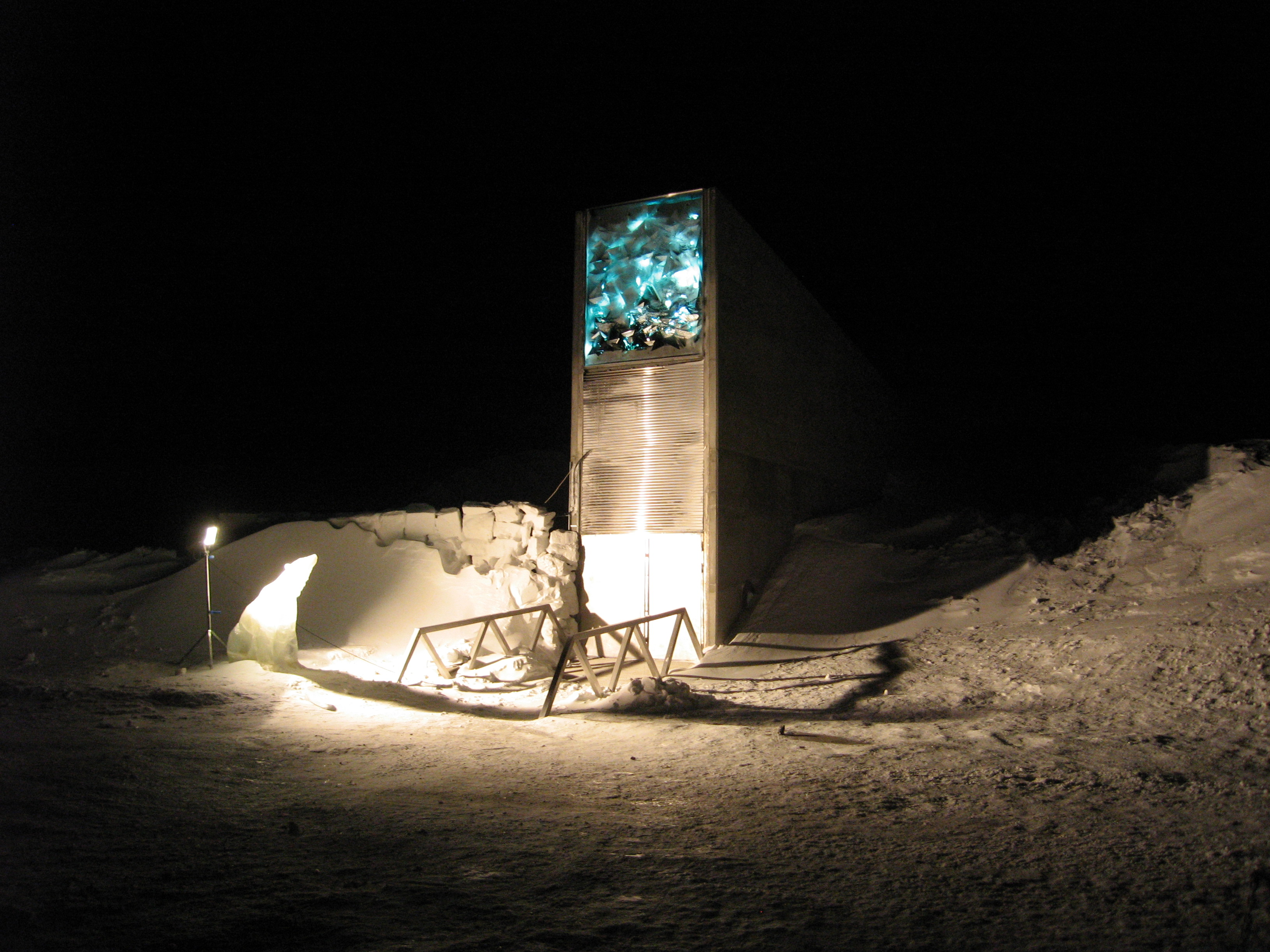
Instalação de arte iluminada sobre a entrada do cofre

Ao longo da cobertura do silo e de sua fachada exposta existe uma instalação luminosa chamada Perpetual Repercussion, realizada pela artista norueguesa Dyveke Sanne, que marca a localização do cofre à distância. Na Noruega, projetos financiados pelo governo que excedem certo orçamento devem conter uma obra de arte. A KORO (Kunst i offentlige rom)  agência governamental norueguesa responsável por administrar arte em lugares públicos, entrou em contato com a artista para instalar uma obra luminosa que ressaltasse a importância e a beleza da aurora boreal. A cobertura e a entrada do cofre são cobertas por placas de aço inoxidável de alta reflexibilidade. No verão, a instalação reflete as luzes polares enquanto que, no inverno, uma rede de cerca de 200 cabos de fibra óptica dá à instalação uma cor esverdeada.

## Primeira retirada
Em setembro de 2015, houve a primeira retirada de sementes para repor um banco genético de Aleppo, na Síria, e que foi parcialmente danificado por conta da guerra civil no país.

## Prêmios e honras
O Silo Global de Sementes foi classificado como número 6 nas Melhores Invenções de 2008 da Revista Time. Ele recebeu o Norwegian Lighting Prize em 2009.

## Capacidade
| Ano        | Espécies | Total de amostras | Ref.          |
| ---------- | -------- | ----------------- | ------------- |
| 2008 (Fev) |          | 268 000           | [ 29 ]        |
| 2010       |          | 500 000           |               |
| 2013 (Fev) |          | 774 601           | [ 15 ]        |
| 2014 (Fev) |          | 820 619           | [ 30 ]        |
| 2015 (Mai) | 4 000    | 840 000           | [ 31 ] [ 32 ] |
| 2016 (Out) |          | 880 000           | [ 33 ]        |
| 2017 (Fev) |          | 930 821           | [ 34 ]        |
| 2018 (Nov) |          | 983 524           | [ 35 ]        |